# Bent Johnsen
Bent Johnsen (23. juni 1919 i København – 9. maj 2004 i København) var en dansk maler og tegner.
Johnsen var en dygtig og begavet botanisk illustrator med stor viden og teknisk færdighed. Hans illustrationer er ikke alene æstetiske, men også præcise i alle detaljer. Han illustrerede derfor talrige videnskabelige bøger og tidsskrifter.
Han studerede på Det Kongelige Danske Kunstakademi og var medlem af Artists' Society. Han underviste i plantetegning på Botanisk Institut, Københavns Universitet.
I 1983 bestilte WWF et ark frimærker med hans værker, og det udkom samme år. Han både skrev og illustrerede "Skandinaviens Orkideer" (1994). Heri tegnede han alle skandinaviske orkidearter; de fleste efter levende planter i deres habitat. Han illustrerede også "Systematisk botanik: almen havebrugsbotanik : stængelplanter", der blev skrevet til brug for undervisning på Det Biovidenskabelige Fakultet, Københavns Universitet (tidl. KVL).
Han tegnede logoer til flere botaniske institutioner og foreninger.
I 1996 modtog Bent Johnsen The Linnean Societys hæderspris for botaniske illustrationer, Jill Smythies Award.
Videnskabelige værker illustret af Bent Johnsen:
- Kormofyternes taxonomi: en kortfattet oversigt (1977)
- The families of the Monocotyledons (1985)
- Mountain flora of Greece (1987-91)
- Skandinaviens orkideer (1994)
- Systematisk botanik: almen havebrugsbotanik : stængelplanter (1998)
- Endemic Plants of Greece – the Peloponnese (2001)